# Ekpoma
Ekpoma è una città della Nigeria, situata nello Stato di Edo.

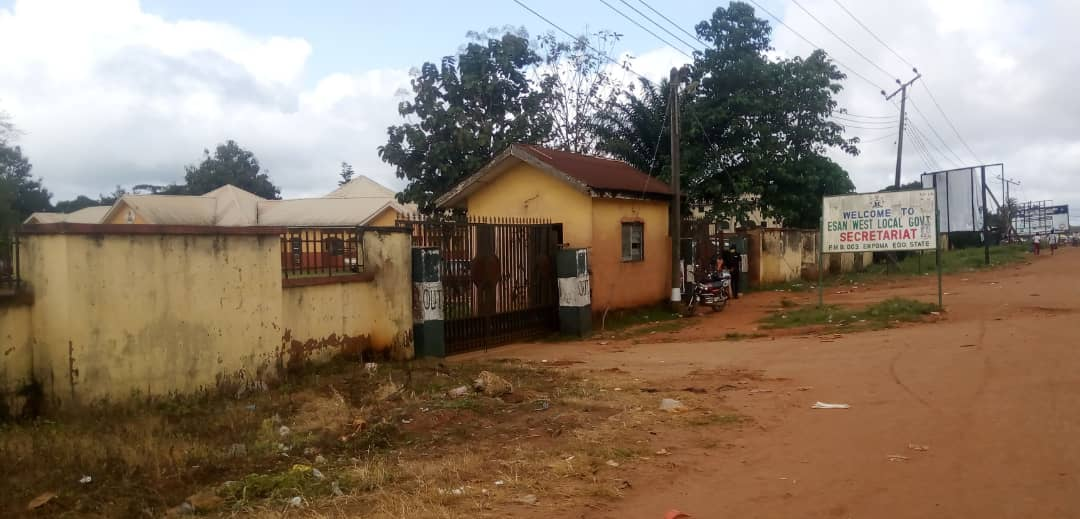